# Mistrzostwa Świata w Wioślarstwie 1970
3. Mistrzostwa Świata w Wioślarstwie odbyły się w dniach 3–6 września 1970 r. w kanadyjskim St. Catharines. Zgodnie z programem mistrzostw rozegrano 7 konkurencji wioślarskich (wyłącznie dla mężczyzn). Zawodnicy rywalizowali na torze regatowym Royal Canadian Henley Rowing Course. 

## Medaliści
| Konkurencja                 | Złoto | Czas    | Srebro | Czas    | Brąz | Czas    | Źródło      |
| --------------------------- | --- | ------- | --- | ------- | --- | ------- | ----------- |
| M1x (jedynka)               | Alberto Demiddi | 7:16.54 | Götz Draeger | 7:18.21 | Jaroslav Hellebrand | 7:19.37 | [ 2 ] [ 3 ] |
| M2x (dwójka podwójna)       | Dania Jørgen Engelbrecht · Niels Henry Secher | 6:28.68 | NRD Hans-Ulrich Schmied · Joachim Böhmer | 6:31.35 | Stany Zjednoczone John van Blom · Thomas McKibbon | 6:32.68 | [ 4 ] [ 3 ] |
| M2- (dwójka bez sternika)   | NRD Peter Gorny · Werner Klatt | 6:57.81 | Polska Alfons Ślusarski · Jerzy Broniec | 7:00.23 | RFN Udo Brecht · Lutz Ulbricht | 7:01.15 | [ 5 ] [ 3 ] |
| M2+ (dwójka ze sternikiem)  | Rumunia Ștefan Tudor · Petre Ceapura · Ladislau Lovrenschi (sternik) | 7:25.30 | NRD Hartmut Schreiber · Manfred Schmorde · Klaus-Dieter Ludwig (sternik) | 7:26.86 | ZSRR Władimir Jeszynow · Nikołaj Iwanow · Walentin Kosicyn (sternik)                                                                                          | 7:28.28 | [ 6 ] [ 3 ] |
| M4- (czwórka bez sternika)  | NRD Frank Forberger · Frank Rühle · Dieter Grahn · Dieter Schubert | 6:23.15 | RFN Joachim Ehrig · Peter Funnekötter · Claus Schneggenburger · Wolfgang Plottke | 6:26.03 | Dania Erik Petersen · Tom Hindsby · Kurt Helmudt · Poul Nielsen                                                                                               | 6:29.50 | [ 7 ] [ 3 ] |
| M4+ (czwórka ze sternikiem) | RFN Peter Berger · Hans-Johann Färber · Gerhard Auer · Alois Bierl · Stefan Voncken (sternik)                                                                                | 6:28.55 | NRD Bernd Meerbach · Rolf Zimmermann · Jochen Mietzner · Karl-Heinz Prudöhl · Karl-Heinz Danielowski (sternik)                                                                                        | 6:31.32 | Norwegia Alf Hansen · Finn Tveter · Tom Welo · Peter Wærness · Finn Aronsen (sternik)                                                                         | 6:32.26 | [ 8 ] [ 3 ] |
| M8+ (ósemka)                | NRD Ernst Otto Borchmann · Rolf Jobst · Dietrich Zander · Reinhard Gust · Eckhard Martens · Bernd Ahrendt · Klaus-Peter Foppke · Hans-Joachim Puls · Reinhard Zahn (sternik) | 5:36.10 | ZSRR Nikołaj Sumatochin · Aleksandr Martyszkin · Aleksandr Riazankin · Wiktor Mielnikow · Benjaminas Nacevičius · Mindaugas Vaitkus · Wiktor Lewszyn · Aleksandr Wysocki · Wiktor Michiejew (sternik) | 5:38.20 | Nowa Zelandia Warren Cole · Wybo Veldman · Murray Watkinson · John Hunter · Dick Joyce · Dudley Storey · Gary Robertson · Gil Cawood · Simon Dickie (sternik) | 5:38.40 | [ 9 ] [ 3 ] |

## Klasyfikacja medalowa
| Miejsce | Reprezentacja     | Złoto | Srebro | Brąz | Razem |
| ------- | ----------------- | ----- | ------ | ---- | ----- |
| 1.      | NRD               | 3     | 4      | 0    | 7     |
| 2.      | RFN               | 1     | 1      | 1    | 3     |
| 3.      | Dania             | 1     | 0      | 1    | 2     |
| 4.      | Argentyna         | 1     | 0      | 0    | 1     |
| 4.      | Rumunia           | 1     | 0      | 0    | 1     |
| 6.      | ZSRR              | 0     | 1      | 1    | 2     |
| 7.      | Polska            | 0     | 1      | 0    | 1     |
| 8.      | Czechosłowacja    | 0     | 0      | 1    | 1     |
| 8.      | Norwegia          | 0     | 0      | 1    | 1     |
| 8.      | Nowa Zelandia     | 0     | 0      | 1    | 1     |
| 8.      | Stany Zjednoczone | 0     | 0      | 1    | 1     |
| Razem   | Razem             | 7     | 7      | 7    | 21    |